# Nationalstraße 4 (Kambodscha)
Der National Highway 4 (NH 4) ist eine von acht National-Fernstraßen Kambodschas und Teil des Asian Highways 11 (AH 11) und des Asian Highways 123 (AH 123). Sie befindet sich im Südwesten Kambodschas und verbindet die Hauptstadt Phnom Penh mit dem einzigen Hafen des Landes und der Hafenstadt Sihanoukville. Die Straße ist 230 Kilometer lang.

## Verlauf
Der NH 4 beginnt im Westen von Phnom Penh. Die Straße ist zweispurig und von allgemein guter Qualität und verläuft in südwestlicher Richtung. Der zweite Teil der NH 4 führt durch ein flaches, bewaldetes Gelände und durch Oilpalmenplantagen, über Veal Renh, wo sie mit dem National Highway 4 zusammenkommt, und endet dann in Sihanoukville.

## Geschichte
Der NH 4 ist nicht so alt wie andere Fernstraßen in Kambodscha, denn der Hafen von Sihanoukville und die Stadt selbst wurden erst seit den 1950er Jahren weiter ausgebaut. Während dieser Zeit wurde auch der NH 4 gebaut. In den frühen 1960er Jahren wurde der Hafen fertig gestellt. Seitdem ist sie eine der Hauptstraßen Kambodschas wegen seiner wirtschaftlichen Bedeutung als Transportweg zwischen dem einzigen Hafen des Landes und der Hauptstadt Phnom Penh. Der Hafen von Sihanoukville wurde gebaut, weil Kambodscha nach der Unabhängigkeit keinen Zugang zu anderen Überseehäfen hatte. Wegen seiner Bedeutung soll die Verbindung in den kommen Jahren mehrspurig ausgebaut werden.